# چکاوک نغمه‌خوان
چکاوک نغمه‌خوان (نام علمی: Mirafra cheniana) نام یک گونه از سرده جل‌ها است.